# Городское поселение посёлок Беркакит
Городско́е поселе́ние посёлок Беркакит — муниципальное образование в Нерюнгринском районе Якутии Российской Федерации.
Административный центр — пгт Беркакит.

## История
Статус и границы городского поселения установлены Законом Республики Саха (Якутия) от 30 ноября 2004 года N 173-З N 353-III «Об установлении границ и о наделении статусом городского и сельского поселений муниципальных образований Республики Саха (Якутия)».

## Население
| 2009  | 2011  | 2012  | 2013  | 2014  | 2015  | 2016  |
| ----- | ----- | ----- | ----- | ----- | ----- | ----- |
| 4770  | ↘4280 | ↘4185 | ↘4074 | ↘3944 | ↘3801 | ↘3663 |
| 2017  | 2018  | 2019  | 2020  | 2021  | 2023  |       |
| ↘3601 | ↘3563 | ↘3490 | ↘3478 | ↗3567 | ↗3641 |       |

## Состав городского поселения
| № | Населённый пункт | Тип населённого пункта      | Население |
| - | ---------------- | --------------------------- | --------- |
| 1 | Беркакит         | пгт, административный центр | ↗3641     |